# ブレッチリー・パーク

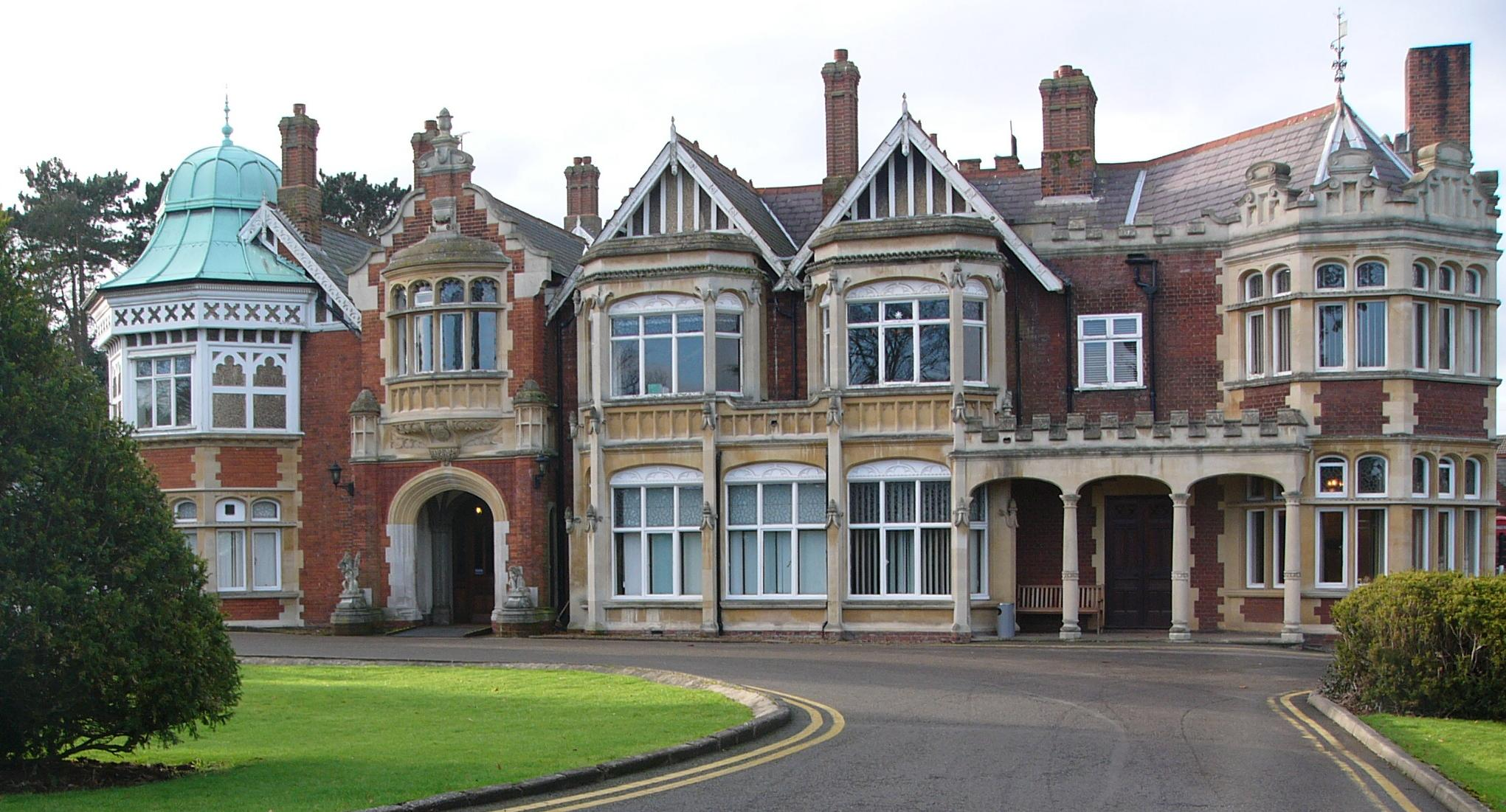
ブレッチリー・パーク

ブレッチリー・パーク (Bletchley Park) は、イギリス バッキンガムシャー ミルトン・キーンズ ブレッチリーにある庭園と邸宅。かつてのステーションX (Station X) の暗号名でも知られる。
第二次世界大戦期に政府暗号学校が置かれたことから、現在は第二次世界大戦の暗号解読などをテーマとした博物館である国立コンピューティング博物館が開設されている。

## 歴史
元はイートン荘園 (Manor of Eaton) の一部で、1086年のドゥームズデイ・ブックに記載がある。邸宅は1711年にブラウン・ウィリスが建てた。
サミュエル・リップスコム・セカムが1877年に相続してから1883年に売却するまでの間に、ブレッチリー・パークの名で呼ばれるようになった。
第二次世界大戦期には政府暗号学校が置かれた。アラン・チューリングが勤務したことで有名。ソ連のスパイだったことがのちに発覚したケンブリッジ・ファイヴのジョン・ケアンクロスも分析官を務めていた。ドイツ軍のエニグマ暗号の解読に成功するなどの成果を上げた。もっとも、一からの功績はポーランドにある。

## 関連人物
- F・L・ルーカス